# Ernestviller
Ernestviller település Franciaországban, Moselle megyében. Lakosainak száma 506 fő (2022. január 1.). Ernestviller Grundviller, Guebenhouse, Hundling, Puttelange-aux-Lacs és Woustviller községekkel határos.

## Népesség
A település népességének változása:
| Lakosok száma | 342  | 506  | 527  | 521  | 492  | 498  | 503  | 513  | 510  | 506  |
|               | 1968 | 1982 | 1990 | 2006 | 2013 | 2015 | 2017 | 2019 | 2020 | 2022 |